# Norfolk Southern Corporation
Die Norfolk Southern Corporation ist eine amerikanische Holdinggesellschaft im Bereich des Schienenverkehrs. Sitz des Unternehmens ist Norfolk (Virginia).

## Geschichte
Ende der 1970er Jahre begann eine Konsolidierung im Schienenverkehr im Osten der Vereinigten Staaten. Aus der Penn Central und weiteren bankrotten Bahngesellschaften war die staatliche Conrail gebildet worden. Anderseits ging das Chessie System mit Seaboard Coast Line Industries zusammen. Die beiden verbliebenen großen Bahngesellschaften Norfolk and Western Railway und Southern Railway begannen deshalb ebenfalls eine Fusion ins Auge zu fassen. Am 23. Juli 1980 wurde dann die Norfolk Southern Corporation gegründet. Mit Wirkung vom 1. Juni 1982 übernahm das Unternehmen durch einen Aktientausch die Mehrheit an den Bahnunternehmen Norfolk and Western Railway und Southern Railway. Dabei erhielten die Aktionäre der N&W für jede N&W-Aktie eine NSC-Aktie und die SR-Aktionäre für jede Aktie 1,9 NSC-Aktien. Die Vorzugsaktien der Southern Railway wurden nicht umgetauscht.
Mit Wirkung vom 31. Dezember 1990 wurde die Norfolk and Western eine Tochtergesellschaft der Southern Railway und es erfolgte die Umbenennung in Norfolk Southern Railway. Nach Abschluss dieser Transaktion befinden sich alle Stammaktien und 7,1 % der Vorzugsaktien der Norfolk Southern Railway im Besitz der Norfolk Southern Corporation. Damit hat sie eine Stimmmehrheit von 94,3 %.
Am 21. Juni 1985 übernahm Norfolk Southern für 369 Millionen Dollar die Mehrheit am Güterkraftverkehrskonzern North American Van Lines Inc. (NAVL) von PepsiCo. Ziel war der Aufbau eines integrierten Transportunternehmens, dass umfassende Transportlösungen anbieten konnte. Dazu wurde dann 1986 das Tochterunternehmen Triple Crown Services Company gegründet. Dieses Unternehmen spezialisierte sich auf den Schienentransport von Lastkraftwagen und Aufliegern. North American Van Lines erwies sich nicht so profitabel wie erwartet, deshalb wurde 1993 Teile des Unternehmens und 1998 das ganze Unternehmen wieder veräußert.
1997/1998 erfolgte die Aufspaltung von Conrail zwischen Norfolk Southern und der CSX Corporation. Seitdem sind diese beiden Bahngesellschaften marktbeherrschend im Schienenverkehr östlich des Mississippi.
1999 erfolgte die Gründung des Tochterunternehmens Thoroughbred Technology and Telecommunications Inc. Unter dem Markennamen T-Cubed werden Telekommunikationsdienstleistungen angeboten. Dafür nutzt das Unternehmen eigene Glasfasernetze die entlang der Bahnstrecken verlegt wurden.
Im Juli 2025 vereinbarte die Norfolk Southern Corporation ihre Übernahme durch die größere Union Pacific Corporation im Wege einer Fusion für 85 Milliarden US-Dollar, zahlbar teils in von Union Pacific neu ausgegebenen Aktien, teils in bar. Falls die Wettbewerbskontrollbehörden diese bisher größte Übernahme in der Geschichte der nordamerikanischen Eisenbahnbranche genehmigen, entstünde der erste Güterbahnbetreiber der USA, der die Ost- und Westküste der Vereinigten Staaten verbindet.

## Unternehmensstruktur
Zum Zeitpunkt der Gründung der Norfolk Southern Corporation verfügten beide Bahngesellschaften über eine umfangreiche Anzahl von Tochtergesellschaften. Die meisten davon waren Bahngesellschaften, die aus den verschiedensten Gründen nicht mit der Muttergesellschaft verschmolzen wurden. Auch heute noch verfügt die Gesellschaft über einen hohen Bestand an solchen Bahngesellschaften, die noch auf dem Papier existieren und in den Konzernabschluss einbezogen werden, aber keine selbstständige Außenwirkung mehr entfalten.
| 1982 | 1993 | 2017 |
| --- | --- | --- |
| - Southern Railway - Alabama Great Southern Railroad - Louisiana Southern Railway - New Orleans Terminal - Central of Georgia Railroad - Southern Region Motor Transport Inc. - South Western Rail Road (99,8 %) - Cincinnati, New Orleans and Texas Pacific Railway - Georgia Southern and Florida Railway - Live Oak, Perry and South Georgia Railway - Norfolk and Southern Railway (1942) - Norfolk Southern Industrial Development Corporation - Durham and South Carolina Railroad - Atlantic and East Carolina Railway - Airforce Pipeline, Inc. - Birmingham Terminal - Camp Lejeune Railroad - Chattanooga Station - Georgia Northern Railway - Interstate Railroad - Kentucky and Indiana Terminal Railway - St. Johns River Terminal - State University Railroad (54 %) - Tennessee, Alabama and Georgia Railway - Tennessee Railway - Atlanta and Charlotte Air Line Railway - Atlanta Terminal - Blue Ridge Railway - Charlotte-Southern Corporation - Chattanooga Terminal Railway - Danville and Western Railway - Georgia Midland Railway - High Point, Randleman. Asheboro and Southern Railroad (86 %) - Macon Terminal - Memphis and Charleston Railway - Mobile and Birmingham Railroad (78 %) - North Carolina Midland Railroad (97 %) - Transylvania Railroad (97 %) - Virginia and Southwestern Railway - Yadkin Railroad (74 percent) - Norfolk and Western Railway - Akron, Canton and Youngstown Railroad - Chesapeake Western Railway - Lorain and West Virginia Railway - New Jersey, Indiana and Illinois Railroad - Norfolk, Franklin and Danville Railway - Lake Erie and Fort Wayne Railroad - Scioto Valley and New England Railroad - Toledo Belt Railway - Wabash Railroad - Wheeling and Lake Erie Railway - Dereco Inc. - Delaware and Hudson Railway | - Agency Media Services Inc. - Atlantic Investment Company - Lamberts Point Barge Company - Norfolk Southern Properties - Alexandria-Southern Properties - Arrowood-Southern Company - Arrowood Southern Executive Park - Carlyle CA Corporation - Carlyle Development Corporation - Charlotte-Southern Corporation - Charlotte-Southern Hotel Corporation - Lambert’s Point Docks - Nickel Plate Improvement Company - Norfolk Southern Industrial Development Corporation - NS-Charlotte Tower Corporation - Sandusky Dock Corporation - Southern Region Industrial Realty - Virginia Holding Corporation - Norfolk Southern Railway Company - Alabama Great Southern Railroad - Atlanta and Charlotte Air Line Railway - Atlantic and East Carolina Railway - Airforce Pipeline, Inc. - Camp Lejeune Railroad - Central of Georgia Railroad - Chesapeake Western Railway - Cincinnati, New Orleans and Texas Pacific Railway - Citico Realty Company - Elberton Southern Railway - Georgia Midland Railway Company - Georgia Southern and Florida Railway - High Point, Randleman, Asheboro and Southern Railroad - Interstate Railroad - Lake Erie Dock Company - Memphis and Charleston Railway - Mobile and Birmingham Railroad - Norfolk and Portsmouth Belt Line Railroad - Norfolk and Western Railway - North Carolina Midland Railroad - Rail Investment Company - Richmond-Washington Company - Shenandoah-Virginia Corporation - The South Western Rail Road Company - Southern Rail Terminals - Southern Rail Terminals of North Carolina - Southern Railway-Carolina Division - Southern Region Coal Transport - Southern Region Materials Supply - Southern Region Motor Transport - State University Railroad - Tennessee, Alabama and Georgia Railway - Tennessee Railway - Toledo Belt Railway - Virginia and Southwestern Railway - Yadkin Railroad Company - North American Van Lines mit 35 Tochterunternehmen - NS Crown Services - NS Fiber Optics - NS Transportation Brokerage Corporation - Pocahontas Development Corporation - Pocahontas Land Corporation - TCS Leasing, Inc | - Atlantic Investment Company - General American Insurance Company - General Security Insurance Company - Norfolk Southern Properties - Alexandria-Southern Properties - Arrowood-Southern Company - Charlotte-Southern Hotel Corporation - Lambert’s Point Docks - Nickel Plate Improvement Company - NS-Charlotte Tower Corporation - NS Transportation Brokerage Corporation - Sandusky Dock Corporation - Southern Region Industrial Realty - Virginia Holding Corporation - Westlake Land Management - Norfolk Southern Railway - Airforce Pipeline Inc. - Alabama Great Southern Railroad - Camp Lejeune Railroad - Carolina and Northwestern Railway - Central of Georgia Railroad - Chesapeake Western Railway - Chicago Land Management LLC - Cincinnati, New Orleans and Texas Pacific Railway - Citico Realty Company - Georgia Southern and Florida Railway - High Point, Randleman, Asheboro and Southern Railroad - Interstate Railroad - Lamberts Point Barge Company - Mobile and Birmingham Railroad - Norfolk and Portsmouth Belt Line Railroad - Norfolk Southern International - Norfolk Southern - Mexico LLC - Norfolk Southern Mexicana S. de R.L. de C.V. - North Carolina Midland Railroad - NS Spectrum Corporation - PLS Investment LLC - Rail Investment Company - Reading Company - South Western Rail Road - Southern Rail Terminals - Southern Rail Terminals of North Carolina - Southern Region Materials Supply - State University Railroad - S-VA Corporation - TCV Inc. - Tennessee, Alabama & Georgia Railway - Tennessee Railway - Thoroughbred Direct Intermodal Services - Thoroughbred Emissions Research - Thoroughbred Funding - Transworks Company - Transworks Inc. - Transworks of Indiana Inc. - Triple Crown Services - Virginia and Southwestern Railway - Wheelersburg Terminal LLC - Yadkin Railroad - NS Fiber Optics - Pennsylvania Investment Company - Pocahontas Land Corporation - Pocahontas Development Corporation - Pocahontas Surface Interests Inc. - Thoroughbred Technology and Telecommunications - T-Cubed of North America Weiterhin hat die Norfolk Southern direkt oder indirekt Beteiligungen an der - Conrail Inc. mit der Tochter Consolidated Rail Corporation - Delaware Otsego Corporation |

## Unternehmensleitung
Präsident und Chief Executive Officer
- 1982–1987: Robert B. Claytor
- 1987–1992: Arnold B. McKinnon
- 1992–2005: David R. Goode (ab 1991 Präsident)
- 1. November 2005 – 1. Juni 2015: Charles W. Moorman (ab 2004 Präsident)
- 1. Juni 2015–1. Mai 2022: James A. Squires (seit 2013 Präsident)
- 1. Mai 2022–11. September 2024: Alan H. Shaw (ab 1. Dezember 2021 Präsident)
- seit 11. September 2024: Mark R. George (ab 11. September 2024 Präsident)

Chairman of the Board
- 1982–1987: Robert B. Claytor
- 1987–1992: Arnold B. McKinnon

- 1992–2006: David R. Goode
- 1. Februar 2006–1. Oktober 2015: Charles W. Moorman
- 1. Oktober 2015–1. Mai 2022: James A. Squires
- 1. Mai 2022-9. Mai 2024: Amy E. Miles
- 28. Mai 2024–3. Juni 2025: Claude Mongeau